# 洋画特別席
『洋画特別席』（ようがとくべつせき）は、1971年1月8日から1972年7月21日までNET系列局で放送されていたNETテレビ（現・テレビ朝日）製作の映画番組である。放送時間は毎週金曜 19:30 - 20:56 （日本標準時）。

## 概要
NETテレビの金曜19:30枠と金曜20:00枠では、それぞれテレビアニメなどの子供向け番組（テレビ朝日系列金曜夜7時台枠のアニメ）とテレビドラマ（テレビ朝日金曜8時枠の連続ドラマ、クイズ番組などが編成されていた時期もあり）が放送されていたが、本番組の放送開始によってこの2枠は統合された。その名の通り、洋画を専門に放送していた。
本番組の放送開始により、NETテレビでは火曜19:30枠の『火曜映画劇場』、金曜21:00枠の『金曜名画座』→『九時です!日本映画です!』→『日本映画』、土曜21:00枠の『土曜映画劇場』、日曜21:00枠の『日曜洋画劇場』と週に5本の映画番組が林立した。そして本番組が『金曜名画座』の直前枠に編成されたことで、金曜のゴールデンタイムに3時間連続の映画番組枠が形成された。
しかし、月曜20:00枠で行われていたプロレス中継『NETワールドプロレスリング』（月曜20:00枠の放送は1972年9月25日に終了）の他にも、金曜20:00枠でも『NET日本プロレスリング中継』（後の『ワールドプロレスリング』）が放送されることになったため、番組は1年半で終了した。その後、金曜19:30枠では再び子供向け番組が放送され、そして金曜20:00枠では前述のプロレス中継がタイトルを変えながらも14年間にわたって続けられた。

## その他
当時NETテレビのプロ野球ナイター中継（後の『スーパーベースボール』）は、ナイターシーズン中には20:00 - 21:26と1時間半の枠を取っていたが、金曜のゴールデンタイムに本番組と『九時です!日本映画です!』→『日本映画』が編成されていた1971年4月 - 同年9月の間のみ19:30 - 22:26と3時間の枠を取っていた。このうち同年6月中の2試合は、19:00から放送の『ぱあてえマエタケだ!』（毎日放送）が5月に打ち切りになっていたため、19:00からの3時間半の枠を取っていた。『日本映画』打ち切り後の1972年4月 - 同年7月には、ナイター中継の枠も1時間減って19:30 - 21:26になった。